# Rosmolen van de Grote Stove
De Rosmolen van de Grote Stove is een rosmolen in de West-Vlaamse plaats Zuienkerke, gelegen aan Nieuwe Steenweg 140.
Deze buitenrosmolen fungeerde als korenmolen.
Het huis De Grote Stove, tegenwoordig een restaurant, werd gebouwd in 1746. De nabijgelegen rosmolen is van 1856.
Het is een bakstenen gebouwtje met de plattegrond van een langwerpige achtkant. Het werd gerestaureerd in 2004 en kreeg toen een nieuw dak, waarin echter geen opening voor de koningsspil werd aangebracht. Ook het binnenwerk is niet meer aanwezig. De rosmolen wordt tegenwoordig als bruidssuite gebruikt.